# Hajná Nová Ves
Hajná Nová Ves (in ungherese Szeptencújfalu) è un comune della Slovacchia facente parte del distretto di Topoľčany, nella regione di Nitra.